# Осада замка Карлштейн
Осада замка Карлштейн (чеш. Obléhání Karlštejna husity) — попытка захвата замка в 1422 году гуситской армией под предводительством литовского князя Сигизмунда Корибутовича.
Замок Карлштейн был оплотом католиков в центральной Чехии. В 1421 году в замок перебралась и часть гарнизона Пражского града. Гарнизоном замка командовал Здеслав Тлукса из Бурениц.
Осада замка Карлштейн была начата гуситской армией в мае 1422 года, так как считалось, что там находились королевские регалии.
Подошедшими к замку войсками численностью около 12 000 солдат командовал литовский князь Зигмунт Корибутович (с сентября). В конце мая 1422 г. пражские гуситы с польско-литовскими отрядами заняли окрестные холмы. Чуть позже они начали строить блокпосты на прилегающих дорогах и готовить позиции для огнестрельного оружия. В распоряжении гуситов было 5 больших бомбард, 5 катапульт, 14 тарасниц и 40 ручниц. На южном склоне горы Кнежи были размещены две большие пушки, а также тарасница и одна праща. После размещения артиллерии на холмах рядом с Карлштейном 4 июня начался обстрел замка каменными ядрами и зажигательными материалами.
Несмотря на то что команда замка состояла всего из 400 человек, оснащенных лишь несколькими тарасницами и катапультами, Карлштейн не был взят. Обстрел не причинил существенного ущерба замку, поэтому был отдан приказ собирать падаль, навоз, фекалии из Праги, а затем их в бочках забрасывали в Карлштейн, чтобы вызвать эпидемию среди гарнизона. В июле гуситы также отравили ручей, служивший источником питьевой воды для гарнизона замка. Но эти средства не помогли.
В конце сентября было заключено трёхдневное перемирие. В начале октября большая часть гуситской армии отошла. Ослабленные гуситы под угрозой прибытия неприятельской помощи предприняли 22 октября последнюю неудачную попытку захватить замок. 8 ноября начались переговоры, которые завершились заключением на год прекращения боевых действий. Несмотря на истечение срока, боевые действия не возобновились.